# Roy Clarke
Roy Clarke (ur. 28 stycznia 1930 w Austerfield) – brytyjski scenarzysta telewizyjny i filmowy, specjalizujący się w serialach komediowych, choć mający na koncie także dzieła zaliczane do poważniejszych gatunków. W Polsce Clarke znany jest przede wszystkim jako autor serialu Co ludzie powiedzą?, po raz pierwszy emitowanego przez BBC w latach 1990–1995.

## Twórczość
W Wielkiej Brytanii za jego najważniejsze dzieło uważane jest często Babie lato, najdłużej emitowany serial komediowy w dziejach brytyjskiej telewizji. Pierwsza seria tej produkcji pokazywana była w 1973 roku, zaś trzydziestą pierwszą i zarazem ostatnią wyemitowano w 2010 roku. Serial ten opowiada o przygodach grupy emerytów z pewnej angielskiej wioski i z biegiem lat stał się swego rodzaju emerytalną przystanią dla wielu znanych brytyjskich aktorów komediowych. Inne znane seriale napisane przez Clarke’a to m.in. prequel Babiego lata pt. First of the Summer Wine (prezentujący młodość głównych bohaterów) oraz Open All Hours. W 1993 Clarke został zaproszony przez Aleca Baldwina do zainicjowanego przez niego specjalnego projektu filmu mającego uczcić 50. rocznicę dnia „D”. Tak powstał napisany przez Clarke’a komediodramat A Foreign Field, opowiadający o spotkaniu po latach weteranów tamtych walk. Clarke – w większości swoich seriali opiewający brytyjską prowincję – sam mieszka od wielu lat w małym miasteczku w północnej Anglii, posiada również dom na wsi.

## Nagrody i odznaczenia
W 1994 Clarke otrzymał odznaczenie Freedom of the Borough of Doncaster, najwyższe wyróżnienie przyznawane przez władze miejskie Doncaster. W 1996 został uhonorowany nagrodą BAFTA dla najlepszego scenarzysty telewizyjnego. W 2010 otrzymał nagrodę British Comedy Award za całokształt twórczości. Jest również Kawalerem Orderu Imperium Brytyjskiego (MBE).

## Filmografia
Scenariusze:
- Spark (1996)
- Foreign Field, A (1993)
- Co ludzie powiedzą? (1990–1995)
- World of Eddie Weary, The (1990)
- First of the Summer Wine (1988–1989)
- Mann’s Best Friends (1985)
- Clairvoyant, The (1984–1986)
- Flickers (1980)
- Potter (1979–1980)
- Oh No, It’s Selwyn Froggitt (1974–1977)
- 24 godziny na dobę (1973–1985)
- Seven of One (1973)
- Babie lato (1973–2010)
- Spyder’s Web (1972)
- Menace (1970–1973)
- Troubleshooters, The (1965–1972)

Jako aktor:
- 100 Greatest TV Characters, The – jako on sam (2001)